# Encomienda

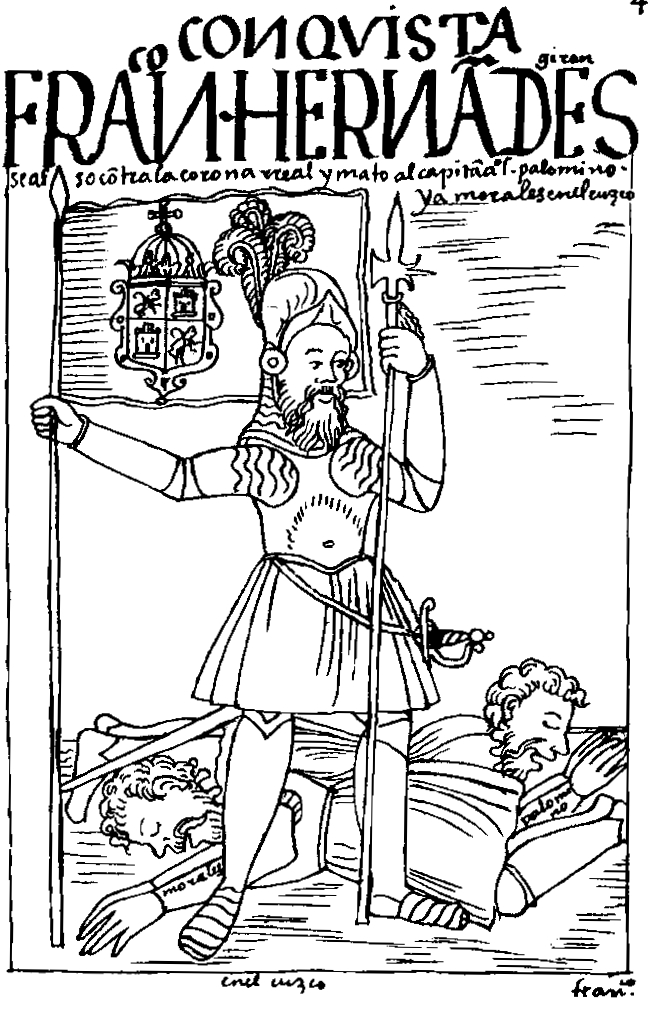
Tranh vẽ conquistador Francisco Hernández Girón bởi sử gia Felipe Guamán Poma de Ayala, một encomendero người Tây Ban Nha thời Phó vương quốc Peru bất mãn với chế độ Tân Luật (Leyes Nuevas) vào năm 1553. Bộ luật này được Hoàng đế La Mã Thần Thánh Karl V thông qua vào năm 1542 nhằm bảo vệ quyền lợi của thổ dân tại các thuộc địa Tây Ban Nha, và do đó xung đột lợi ích với những kẻ thực dân.

Encomienda (phát âm tiếng Tây Ban Nha: [eŋkoˈmjenda] ⓘ) là một hệ thống lao động được ban thưởng cho các kẻ chinh phục lập được chiến công, trong đó cho phép họ hưởng phần lớn thành quả lao động của những giống dân không theo đạo Cơ Đốc đã bị chinh phục. Hệ thống này vốn phát sinh ở Tây Ban Nha sau khi vương quốc Tây Ban Nha chinh phạt thành công các vùng lãnh thổ Iberia nằm trong tay người Moor theo đạo Hồi (còn gọi là cuộc Reconquista), rồi sau nó được áp dụng rộng rãi hơn tại các thuộc địa hải ngoại của Tây Ban Nha như châu Mỹ và Phillipines. Vào thế kỷ XVI, các encomendero (tức những kẻ có encomienda) được độc quyền sở hữu sức lao động sản xuất của một nhóm dân tộc cụ thể và sự phân phối sản phẩm của quá trình lao động đó. Trên lý thuyết, đặc quyền bóc lột này kéo dài vĩnh cửu và có thể truyền lại cho con cháu của encomendero.